# Банай, Эвьятар
Эвьятар Банай (ивр. אביתר בנאי‎; род. 8 февраля 1973, Беэр-Шева) — израильский музыкант, певец и автор песен.

## Биография
Банай родился в 1973 году в Беэр-Шеве. Семья Банай выделяется как семья многих выдающихся израильских артистов: Эвьятар — младший брат актрисы Орны Банай и певца Меира Баная, хотя их отец, Ицхак Банай, был судьёй.
В средней школе Банай изучал кино. Он также учился игре на фортепиано в течение восьми лет. Во время службы в Армии обороны Израиля он срежиссировал и написал сценарий и музыку для кинокомедии под названием Шесть, которая была показана на израильском Первом канале.
После военной службы Банай жил и работал в кибуце на Голанских высотах. Там он написал пьесу, которую он надеялся поставить в театре в Тель-Авиве. Он переехал в Тель-Авив, чтобы осуществить эту идею, и хотя пьеса не была поставлена, он остался жить там, и начал писать песни. Он выступал на маленьких концертах в небольших клубах в Тель-Авиве, и через некоторое время музыкальный продюсер Хаим Шемеш из фирмы грамзаписи Hed Arzi Music предложил ему записать альбом.
Продюсером и аранжировщиком песен на альбоме выступила певица Коринн Аллал. Бо́льшая часть альбома была основана на уникальном мелодичном голосе Баная в сопровождении фортепиано, в некоторых песнях были струнные аранжировки и в некоторых были простые аранжировки с гитарами и барабанами. Одноимённый дебютный альбом был выпущен в 1997 году и сочетал чеймбер-поп с современными звуками, эмоциональными текстами и замысловатыми мелодиями. Альбом был хорошо принят: отзывы рок-критиков были положительными, многие песни стали хитами на радио, а альбом был продан тиражом более 50 000 экземпляров.
Ошеломлённый успехом альбома, Банай, как и многие молодые израильтяне, уехал в Индию, чтобы отдохнуть. По возвращении в Израиль он поселился в городе Мицпе-Рамон в пустыне Негев, где он приступил к работе над своим вторым альбомом, Шир тиюль (שיר טיול, «Песня поездки»). Альбом был выпущен в 1999 году. Его стиль был совершенно другой — он имел очень мало фортепианного звука, характерного первому альбому и был, в основном, электронным. Критики хвалили Баная за смелость и новаторство, но продажи альбома были слабыми, и Банай временно отошёл от общественного внимания.
В 2004 году Банай, как и его двоюродный брат певец Эхуд Банай, вернулся к иудейским религиозным корням и прошёл процесс тшува. Он вернулся в Тель-Авив, женился, и у него родился сын.
На Пурим 5765 года (2005) он выпустил свой новый альбом Омед аль нийар (עומד על נייר, «Стою на бумаге»), его продюсером был Гиль Сметана. Большая часть музыки была написана Банаем. Одна песня была адаптация стихотворения Рахель, авторы некоторых других: Этгар Керет, Амир Лев и Гилад Кахана; остальные были написаны Банаем. Музыка на альбоме вновь отличалась от его предыдущих альбомов — большинство из них исполняла рок-группа с гитарами, басом и барабанами. Альбом был вновь высоко оценён критиками, из него вышло несколько радио-хитов, и он вернул Банаю общественное внимание. Он стал «золотым» в ноябре того же года.
Банай выпустил свой четвёртый альбом Лайла кайом йаир (לילה כיום יאיר; «Ночь светла, как день») 22 ноября 2009 года. Название взято из книги Псалтирь 139 [138]:12. Его стиль был похоже на музыкальный стиль предыдущего альбома, но тексты показали более глубокую вовлечённость Баная в иудаизм. Альбом продюсировал Амир Цореф. Джазовый музыкант Даниэль Замир сыграл на саксофоне в трёх песнях, а отец Эвьятара Ицхак Банай подпел в одной песне.